# Mehrfamilienwohnhaus Spenerstraße 25, 25b / Wormser Straße 42–48

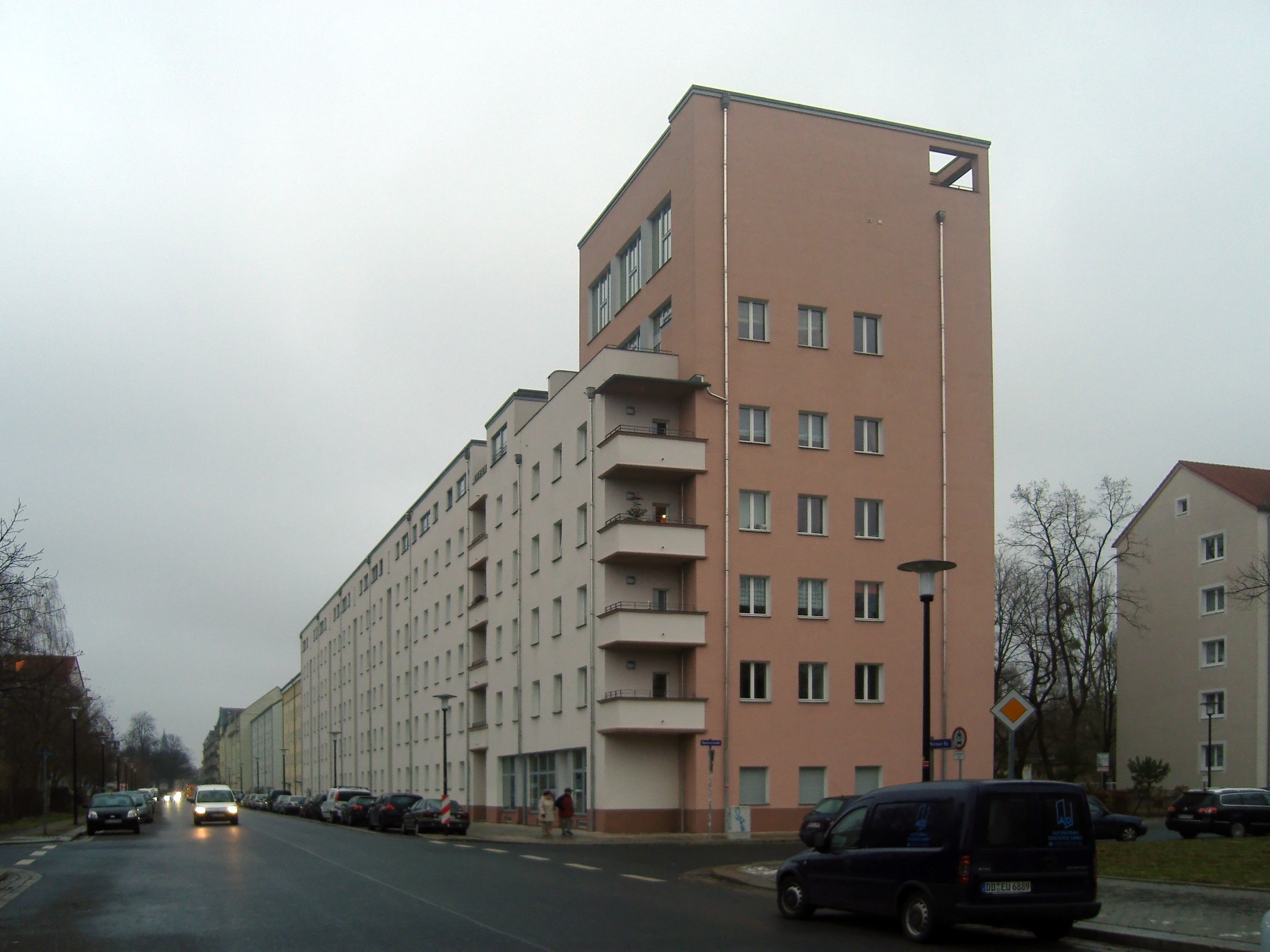
Ansicht von der Wormser Straße

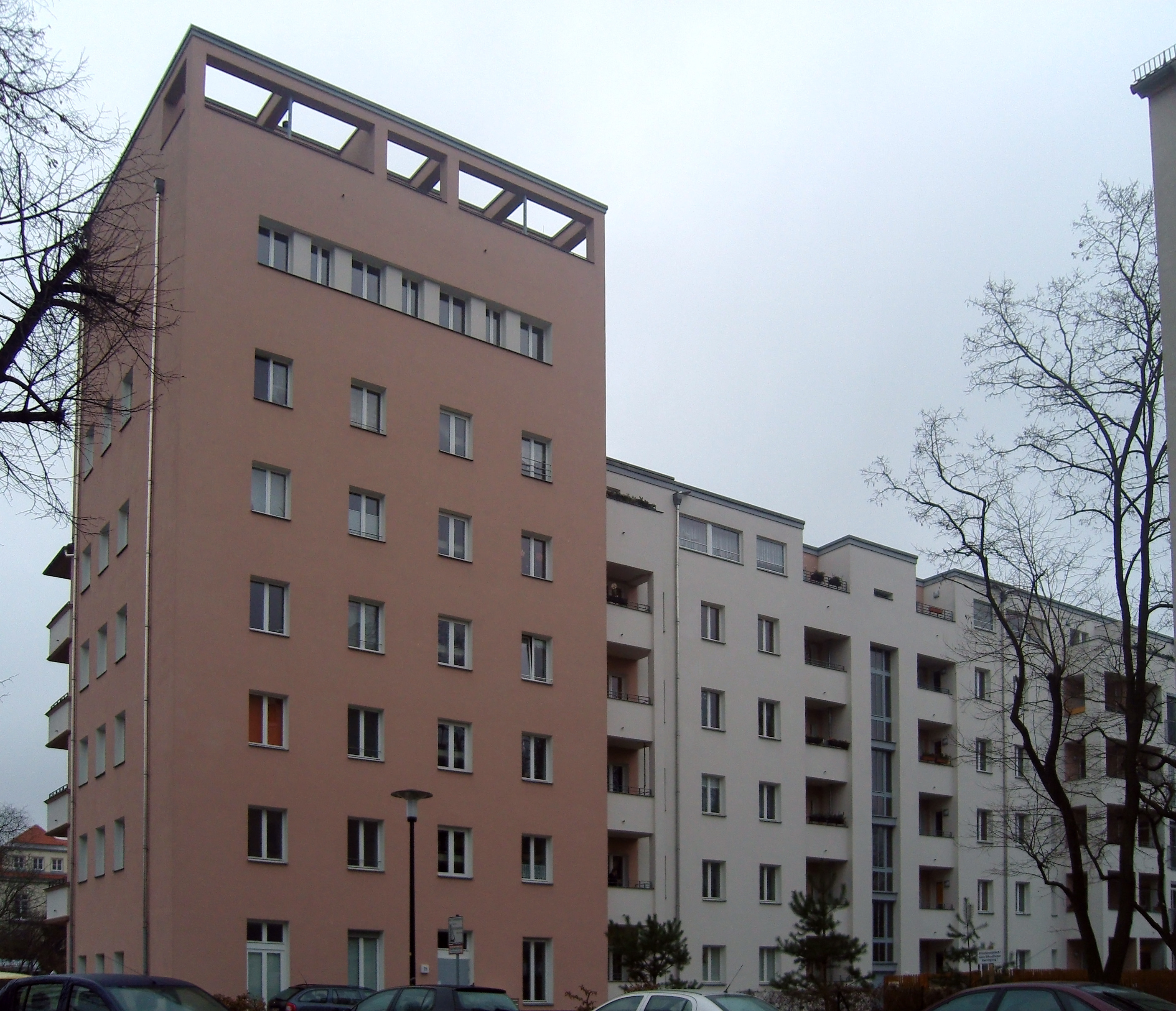
Ansicht von der Spenerstraße

Das  Mehrfamilienwohnhaus Spenerstraße 25, 25b / Wormser Straße 42–48  ist eine Wohnbebauung an der Wormser Straße und Spenerstraße in Dresden-Striesen, die unter Denkmalschutz steht.

## Beschreibung
Die von Paul Wolf 1930 errichtete Wohnanlage ist ein „vom Neuen Bauen geprägte[s] Objekt … [mit] gleichförmiger Lochfassade.“ Die Anlage besteht aus 103 Wohnungen mit 2- bis 3-Spänner-Typen. Zur Wormser Straße hin wird die Fassade durch zurückgestufte, verglaste Treppenaufgänge gegliedert. An der Spenerstraße befindet sich ein Eckturm. Das 6. Obergeschoss wird durch langgestreckte, horizontale Fensterbänder aufgelockert. Ein Atelier mit großen Fenstern befindet sich im obersten Stockwerk.